# Paphiopedilum kolopakingii
Paphiopedilum kolopakingii är en orkidéart som beskrevs av Jack Archie Fowlie. Paphiopedilum kolopakingii ingår i släktet Paphiopedilum och familjen orkidéer. Inga underarter finns listade i Catalogue of Life.